# Henrique da Prússia
Alberto Guilherme Henrique (em alemão: Albert Wilhelm Heinrich; Berlim, 14 de agosto de 1862 – Hemmelmark, 20 de abril de 1929) foi o terceiro filho, o segundo menino, do imperador Frederico III da Alemanha e sua esposa Vitória, Princesa Real. Era o irmão mais novo do imperador Guilherme II e também neto da rainha Vitória do Reino Unido. Henrique seguiu uma carreira militar na Marinha Imperial da Alemanha e posteriormente alcançou a patente de grande almirante.

## Personalidade

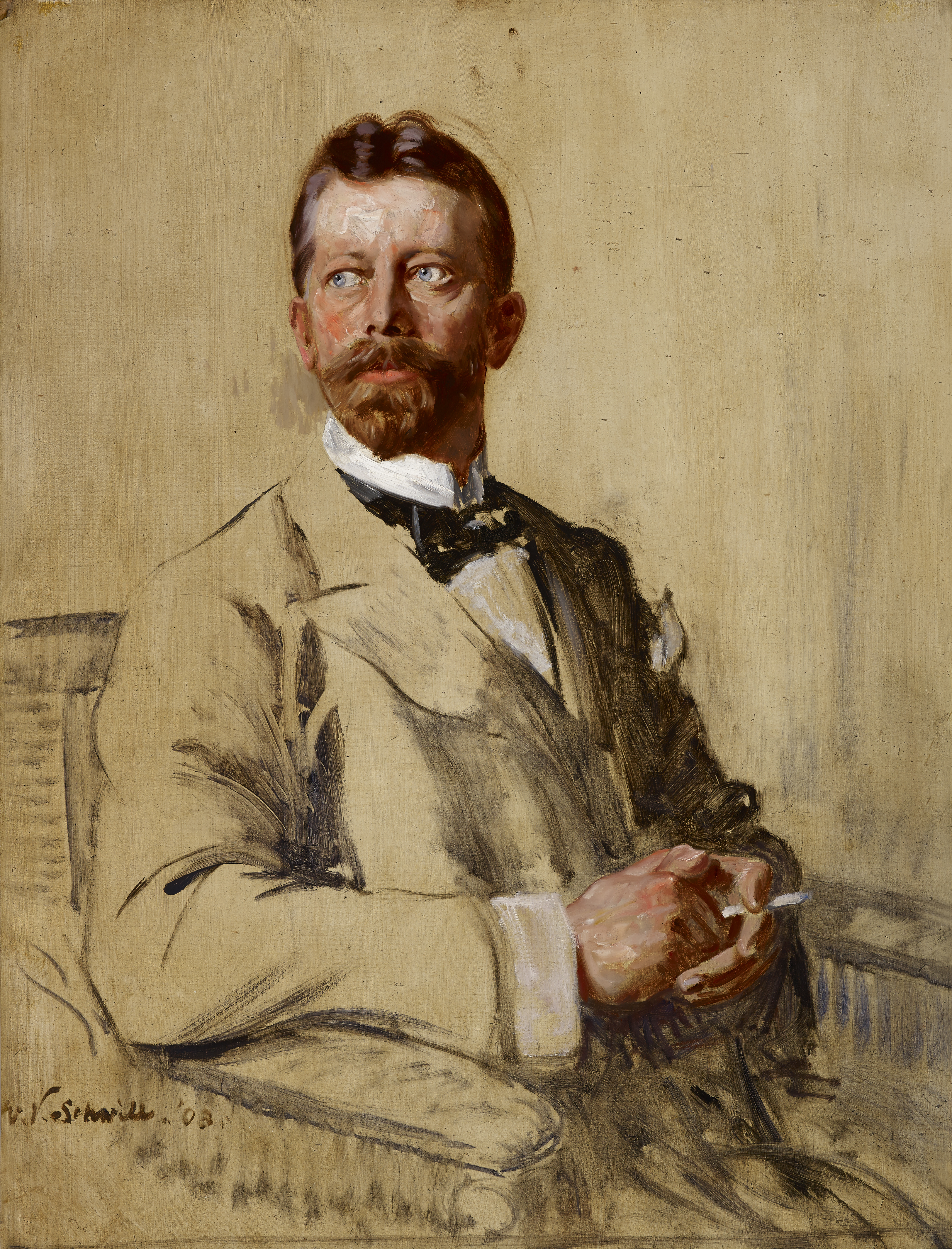
Retrato do Príncipe Henrique da Prússia
William Valentine Schevill, 1908

Ao contrário de seu irmão, Guilherme II, Henrique tinha uma personalidade humilde e era popular entre seus soldados e no norte da Alemanha. Ele também tinha melhores habilidades diplomáticas que seus irmãos e, durante sua visita aos Estados Unidos em 1902, impressionou repórteres norte-americanos e foi bem recebido na comunidade germano-americana. Como militar, ele era realista, valorizava muito as tecnologias mais recentes, como submarinos e aviões, e as introduziu ativamente como armas. Ele também desenvolveu interesse pela aviação e se tornou um piloto qualificado em 1910.

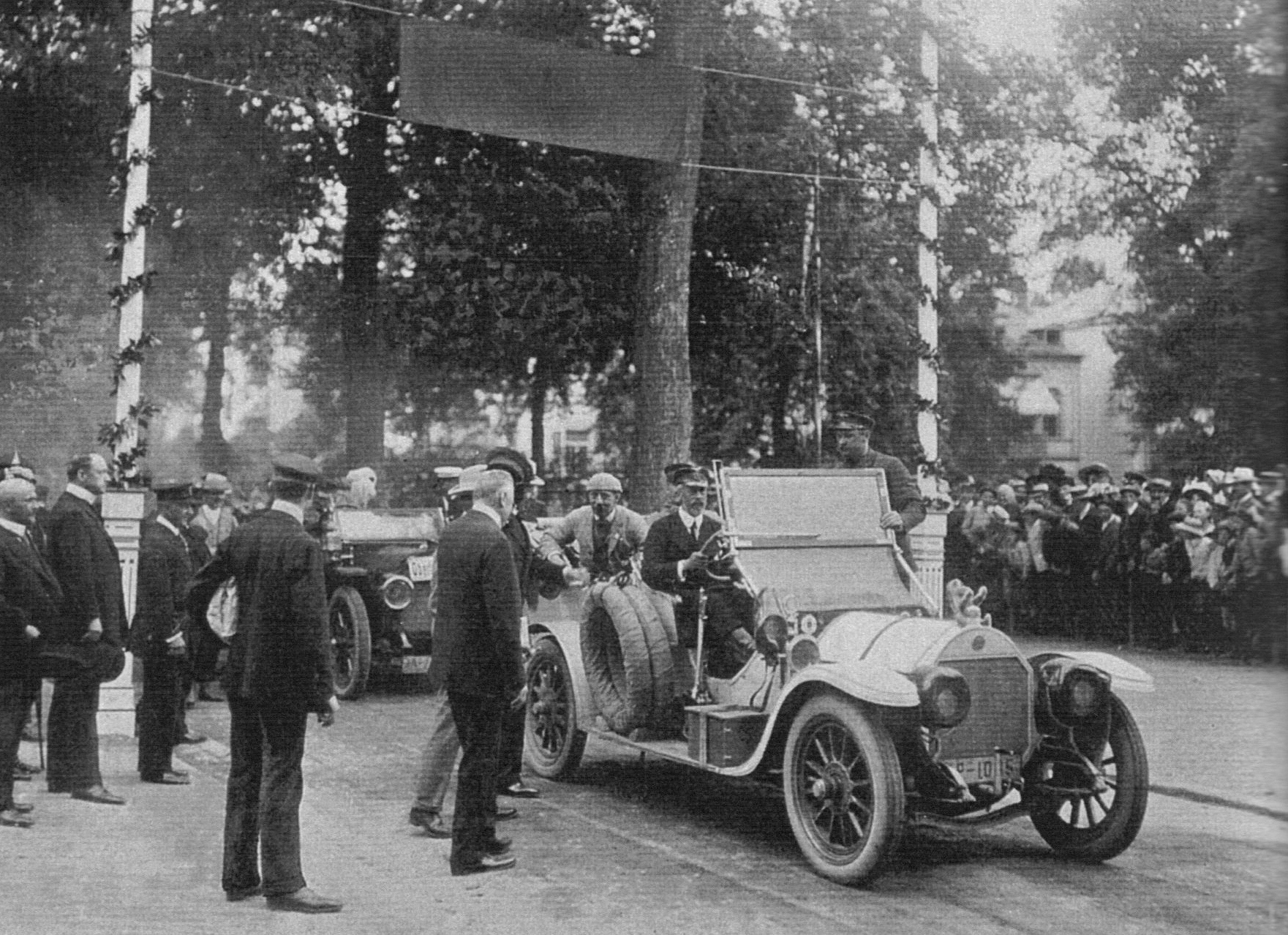
Henrique no Rally Prinz Heinrich, em 1910.

Ele era um conhecido entusiasta de iatismo e, em 1887, tornou-se membro do Kiel Yacht Club, fundado por um grupo de oficiais da marinha, e se tornou seu patrono. Ele também tinha interesse em automóveis e dizem que inventou o limpador de para-brisa manual. Em 1908, ele organizou o Rally Prinz Heinrich, o precursor do Grande Prêmio da Alemanha, e juntamente com o imperador Guilherme II, ele patrocinou o Imperial Automobile Club.

## Biografia

### Nascimento

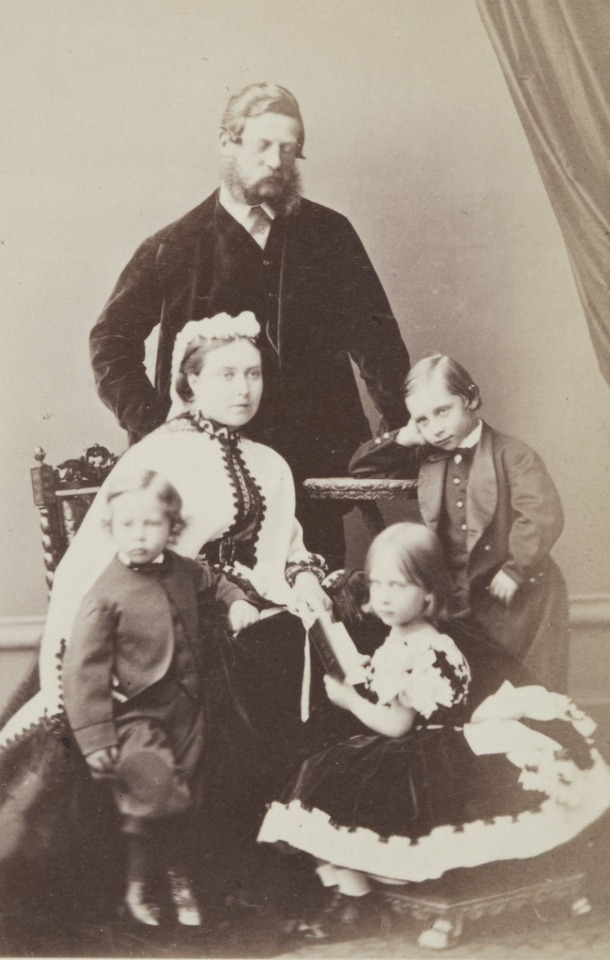
O príncipe e a princesa-herdeira da Prússia com seus três filhos mais velhos (Guilherme, Carlota e Henrique), c. 1865-1866.

Nascido em 14 de agosto de 1862, Henrique era o terceiro filho, o segundo menino, de Frederico, príncipe-herdeiro da Prússia (futuro Frederico III da Alemanha), e de sua esposa, Vitória, Princesa Real do Reino Unido. Sua mãe, Vitória, era uma intelectual e exigia que seus filhos fossem muito inteligentes, mas Henrique não conseguia atender às suas exigências. Em uma carta à sua mãe, a rainha Vitória, ela escreveu que "Henrique é um homem irremediavelmente preguiçoso". A forma severa como Vicky criou os seus três filhos mais velhos (Guilherme, Carlota e Henrique) não foi aplicada na sua relação com as três mais novas (Vitória, Sofia e Margarida) Os filhos mais velhos, sentindo que nunca poderiam satisfazer a desilusão da mãe, começaram a ressentir a forma mais branda como Vicky tratava os seus irmãos mais novos.

### Casamento

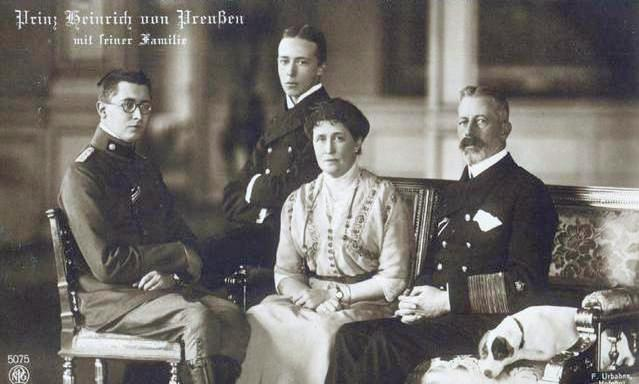
Henrique com a esposa Irene e seus filhos Valdemar e Segismundo, em 1920.

Em 24 de maio de 1888, ele se casou com sua prima de primeiro grau, a princesa Irene de Hesse e Reno. Ele e sua esposa tiveram três filhos, dos quais dois, Valdemar e Henrique, sofriam de hemofilia, doença herdada da rainha Vitória, e Henrique morreu aos quatro anos de idade.
1. Valdemar Guilherme Luís Frederico Vitor Henrique (1889-1945);
2. Guilherme Vitor Carlos Augusto Henrique Segismundo (1896-1978);
3. Henrique Vítor Luís Frederico (1900-1904).

### Carreira naval
Henrique se interessou pela marinha desde cedo e brincava com modelos de navios à vela nos jardins do Palácio Novo, adquirindo as habilidades de um marinheiro. Após entrar no Ginásio de Cassel em 1877, ele frequentou o curso de oficiais da Marinha Imperial Alemã. Durante seu treinamento, ele realizou uma viagem oceânica de 1878 a 1880, passou no teste de aptidão para oficial em outubro daquele ano e depois frequentou a Academia Naval de 1884 a 1886. Ele permaneceu no Japão como cadete naval de junho de 1879 a abril do ano seguinte. Após sua comissão, ele visitou muitos países e mais tarde publicou um livro de memórias sobre suas experiências.

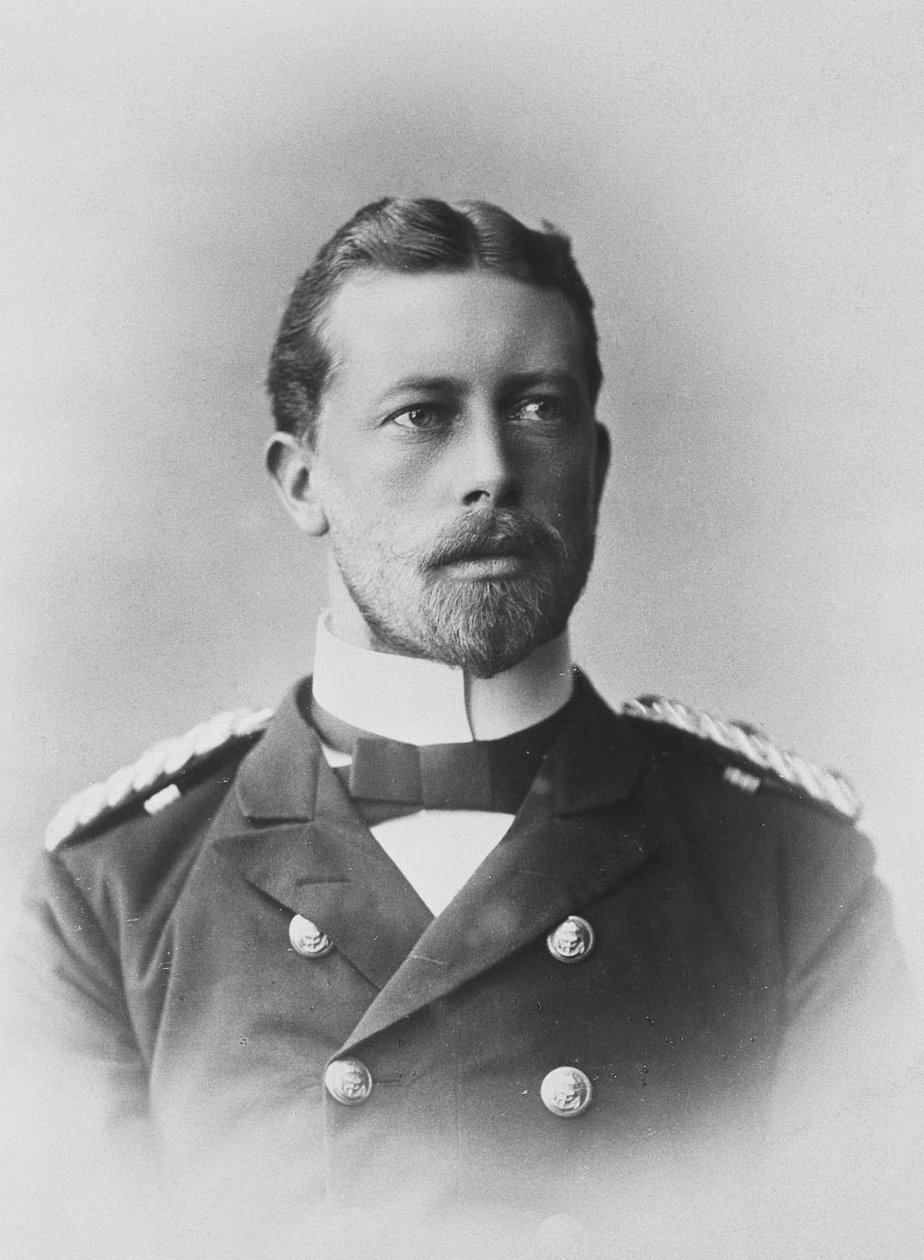
Henrique em 1891.

Como Henrique era membro da família imperial, ele foi nomeado comandante apesar da pouca idade. Em 1887, foi nomeado comandante do Esquadrão de Torpedeiros e do 1º Esquadrão de Torpedeiros. Em 1888, ele se tornou capitão do iate imperial Hohenzollern. De 1889 a 1890 , serviu como capitão do cruzador de segunda classe SMS Irene, dos navios de defesa costeira Beowulf, Sachsen e Wörth, e posteriormente foi destacado para Qingdao como comandante do esquadrão de cruzadores da Frota Oriental. Depois de assumir o cargo, Henrique tornou-se mais ativo na esfera política do que militar e se tornou o primeiro membro de uma família real europeia a ser convidado para a corte da dinastia Qing. Em 1899, foi nomeado comandante-em-chefe da Frota Oriental e, em janeiro de 1901, aposentou-se na Alemanha, tornando-se comandante-em-chefe da Primeira Frota no outono do mesmo ano. Em 1903, foi nomeado comandante da Estação Báltica e, de 1906 a 1909, serviu como comandante em chefe da Frota de Alto-Mar, após o que foi promovido a almirante de campo e sucedeu Hans von Köster como grande Almirante. Durante esse período, ele recebeu um doutorado honorário da Universidade de Harvard em 1902.
Quando a Primeira Guerra Mundial eclodiu em 1914, Henrique foi nomeado comandante-chefe da recém-criada Frota do Báltico Alemã. Embora a Frota do Báltico Alemã fosse militarmente inferior à Frota do Báltico Russa, Henrique conseguiu impedir que esta chegasse à costa alemã até o colapso do Império Russo após a Revolução de Fevereiro. Após o fim da batalha com a Marinha Russa, Henrique aposentou-se de seu cargo de comandante-chefe, acreditando que seu papel estava cumprido, e também se aposentou do exército após o colapso do Império Alemão devido à Revolução Alemã. Embora Henrique não se opusesse abertamente à revolução, ele fugiu de Kiel para a segurança de sua família.[carece de fontes?]

### Últimos anos
Após a proclamação da República de Weimar, Henrique se mudou com sua família para Eslésvico-Holsácia, onde se dedicou a esportes motorizados e iatismo. Ele também se dedicou ao treinamento de marinheiros, e um boné militar chamado Príncipe Heinrich Mutza se tornou popular entre os marinheiros que o admiravam. Ele morreu de câncer de laringe em 20 de abril de 1929.

## Visita ao Japão
Em 6 de outubro de 1878, Henrique, então com 16 anos, embarcou em uma viagem ao redor do mundo saindo de Kiel a bordo da corveta Prinz Adalbert para começar seu treinamento como candidato a oficial naval. Depois de visitar vários países da América do Sul, ele cruzou o Oceano Pacífico a partir do Havaí e chegou a Yokohama em 23 de maio de 1879, marcando sua primeira visita ao Japão. Em 26 de maio, o príncipe Kitashirakawa Yoshihisa, que falava alemão fluentemente, e Hachisuka Shigeaki, um funcionário do Ministério das Relações Exteriores, embarcaram no Prinz Adalbert para transmitir as calorosas boas-vindas do imperador Mutsuhito. Em 28 de maio, Henrique desembarcou de seu navio e viajou de trem da Estação de Yokohama para a Estação Shimbashi, de onde foi levado para a casa de hóspedes Enryokan dentro do Palácio Hama-rikyu. No dia seguinte, 29, ele teve sua primeira audiência com o imperador Mutsuhito. Henrique presenteou o imperador com a Ordem da Águia Negra, a mais alta ordem prussiana, que ele havia recebido de seu avô, o imperador Guilherme I, e em troca, o imperador concedeu-lhe o Grande Cordão da Ordem do Sol Nascente. Além disso, no dia seguinte, o imperador visitou Henrique em Enryokan em retribuição à sua visita ao palácio, e presenteou-o com presentes como vasos e tecidos de seda.

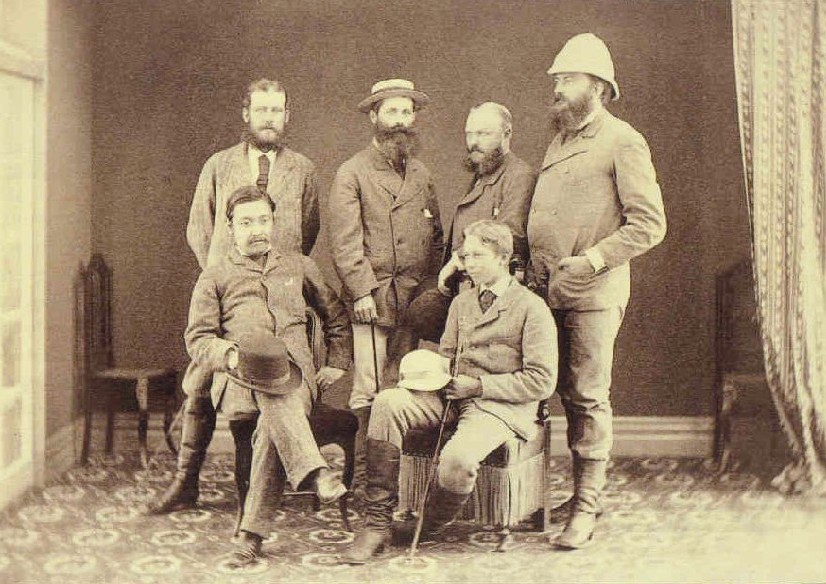
Henrique (sentado à direita) durante sua visita ao Japão, em 1879.

Henrique então viajou pelo Japão e, em 4 de junho, acompanhado por vários convidados ilustres, incluindo o príncipe Arisugawa Taruhito, o príncipe Kitashirakawa Yoshihisa, o Ministro da Direita Iwakura Tomomi e o Ministro do Interior Ito Hirobumi, ele foi assistir a uma apresentação de Kabuki. Henrique também foi recebido no assentamento alemão com bailes e outros eventos. Eles então escalaram o Monte Fuji, mas para evitar as epidemias de cólera e o calor do verão da época, Henrique e seu grupo retornaram ao Prinz Adalbert no Porto de Yokohama e então viajaram para Vladivostok para escapar do calor do verão, mas uma epidemia de cólera ocorreu lá também, então eles retornaram ao Japão e "por razões de saúde, a tripulação passou o escaldante verão japonês nas águas do norte. Eles também viajaram da cidade portuária de Hakodate em Hokkaido para o interior das então inexploradas ilhas do norte".
Em 17 de setembro, o Prinz Adalbert chegou novamente a Yokohama. Ele visitou Nikko do final de setembro até outubro, e em 15 de outubro um banquete foi realizado no Palácio Imperial Temporário de Akasaka, com a presença do príncipe Arisugawa, príncipe Kitashirakawa, Ministro da Casa Imperial Tokudaiji Sanenori, Iwakura, Ministro das Relações Exteriores Inoue Kaoru e outros.
O grupo visitou o oeste do Japão em meados de novembro, visitando o Palácio Imperial de Kyoto e outros lugares, desfrutando de um passeio de barco pelo Rio Hozugawa em Arashiyama e visitando Gion e o Templo Kiyomizu-dera. Ele também visitou Otsu, Sakamoto e Uji. Em dezembro, o Prinz Adalbert, transportando Heinrich, rumou para Nagasaki, partindo em 6 de janeiro de 1880 e chegando ao Porto de Kobe no dia 9.

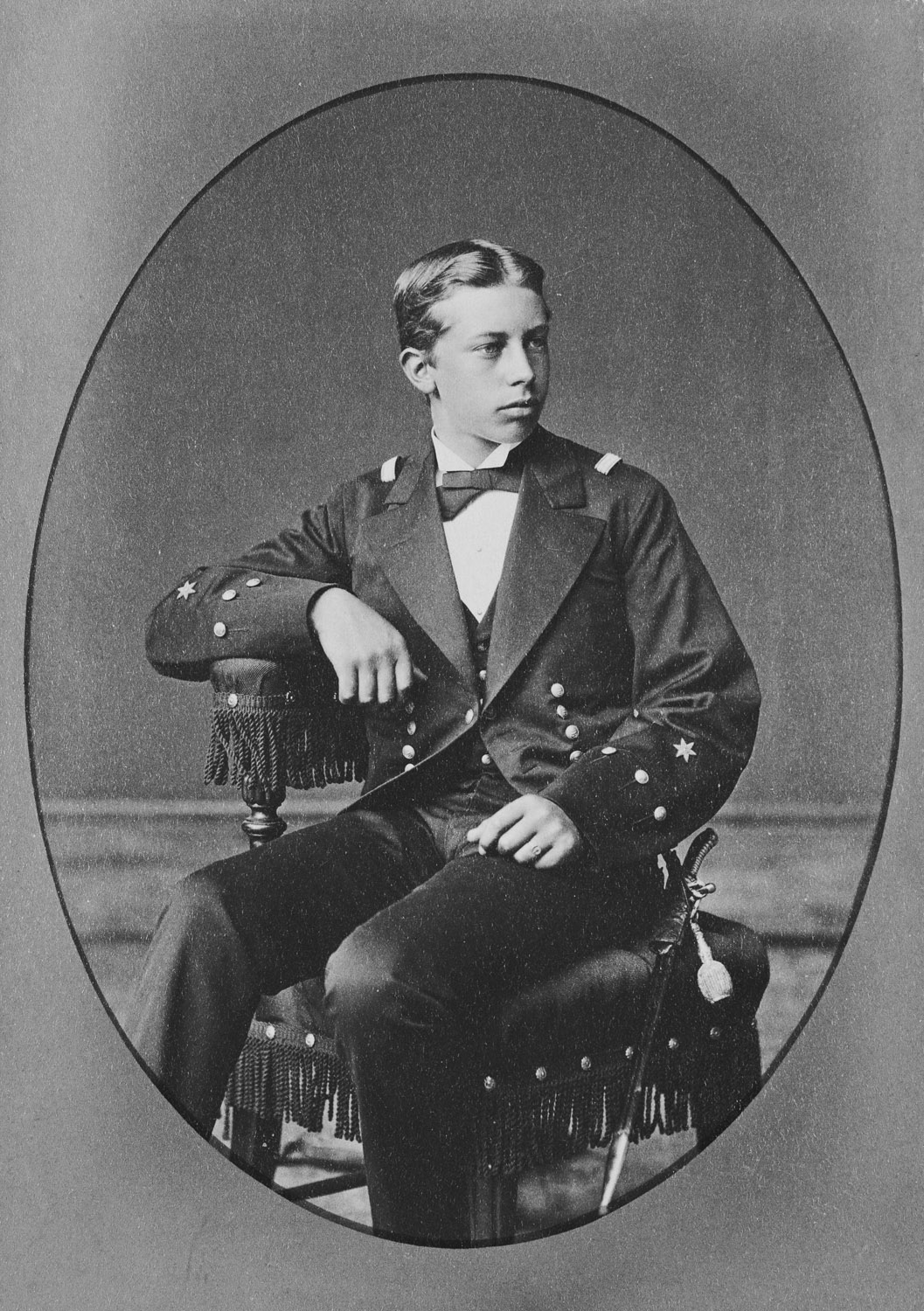
Henrique durante sua visita ao Japão, em 1879.

Em 7 de fevereiro, Henrique, que estava em Kobe na época, estava secretamente caçando patos com seus companheiros no Lago Shaka-ga-ike (localizado atrás do Monte Shikin, onde fica o Santuário Yoshibe), uma "área de proibição de caça" na Vila Shoji, Distrito de Shimano, Prefeitura de Osaka (hoje Kishibekita, Cidade de Suita, Prefeitura de Osaka). Como resultado, Motoyoshi Ida, da aldeia de Nanao, que não sabia que Henrique era neto do imperador alemão, espancou-o. O governo prussiano ficou indignado com isso e no dia seguinte apresentou um protesto à Prefeitura de Osaka e ao Ministério das Relações Exteriores, alegando que esse era um comportamento desrespeitoso para com o neto do imperador, e o assunto se transformou em uma questão diplomática. Como resultado das negociações, no dia 14 daquele mês, uma "cerimônia de desculpas" foi realizada no Gabinete da Prefeitura de Osaka e no Santuário Yoshibe, e o assunto foi resolvido após medidas disciplinares terem sido tomadas contra as 13 pessoas envolvidas. Oito agentes da polícia que conduziram a investigação de forma leviana foram despedidos por desrespeito e cinco inspectores tiveram os seus salários suspensos durante um mês. A extraterritorialidade dos alemães (prussianos) no Japão começou com o Tratado de Amizade e Comércio entre a Prússia e Japão (concluído em 24 de janeiro de 1861), continuou através do tratado estabelecido após a criação da Confederação da Alemanha do Norte (concluído em 20 de fevereiro de 1869), e foi continuada no tratado com o Império Alemão em 1871.
O incidente de Suita do neto do imperador prussiano foi estudado de uma perspectiva de história política, posicionado como um exemplo da diplomacia fraca do Japão sob tratados desiguais, e foi estudado da perspectiva das crescentes críticas a esse incidente, ao Movimento pela Liberdade e Direitos do Povo e à ascensão do nacionalismo. Um exemplo representativo disto é "Uma revisão histórica do incidente de Suita (1880)" de Uchiyama Masakuma. No entanto, Keiichi Yamanaka ressalta que esta não foi uma diplomacia fraca, mas poderia ser interpretada como uma estratégia para prosseguir com a revisão do tratado sem grandes obstáculos. Além disso, antes deste incidente, o Ministro dos Negócios Estrangeiros Inoue Kaoru tinha dado mais importância à restauração da autonomia aduaneira do que às questões da extraterritorialidade e da jurisdição consular. No entanto, após esse incidente, ele começou a enviar um rascunho de tratado revisado que incluía extraterritorialidade e jurisdição consular para cada um dos enviados estrangeiros estacionados no Japão, e iniciou negociações em larga escala com as grandes potências sobre extraterritorialidade e jurisdição consular. Embora tenha havido muitas reviravoltas depois disso, isso levou à abolição da jurisdição consular com as grandes potências por meio do Tratado Anglo-Japonês de Comércio e Navegação em 1894.
Nesse ínterim, Henrique retornou à Corte Imperial em 2 de abril, um dia após o incidente, onde o Imperador Mutsuhito expressou sinceramente seu pesar pelo incidente de Osaka e esperava que, apesar de tudo o que havia acontecido, ele retornasse ao Japão com boas lembranças. Henrique partiu de Yokohama em 5 de abril para a Xangai, na China.